# Sopworth
Sopworth  è un piccolo villaggio e una parrocchia civile della contea del Wiltshire che si trova a circa 1,7 miglia a ovest di Sherston e 6,5 miglia a ovest di Malmesbury, Sud Ovest dell'Inghilterra, Regno Unito.

## Geografia

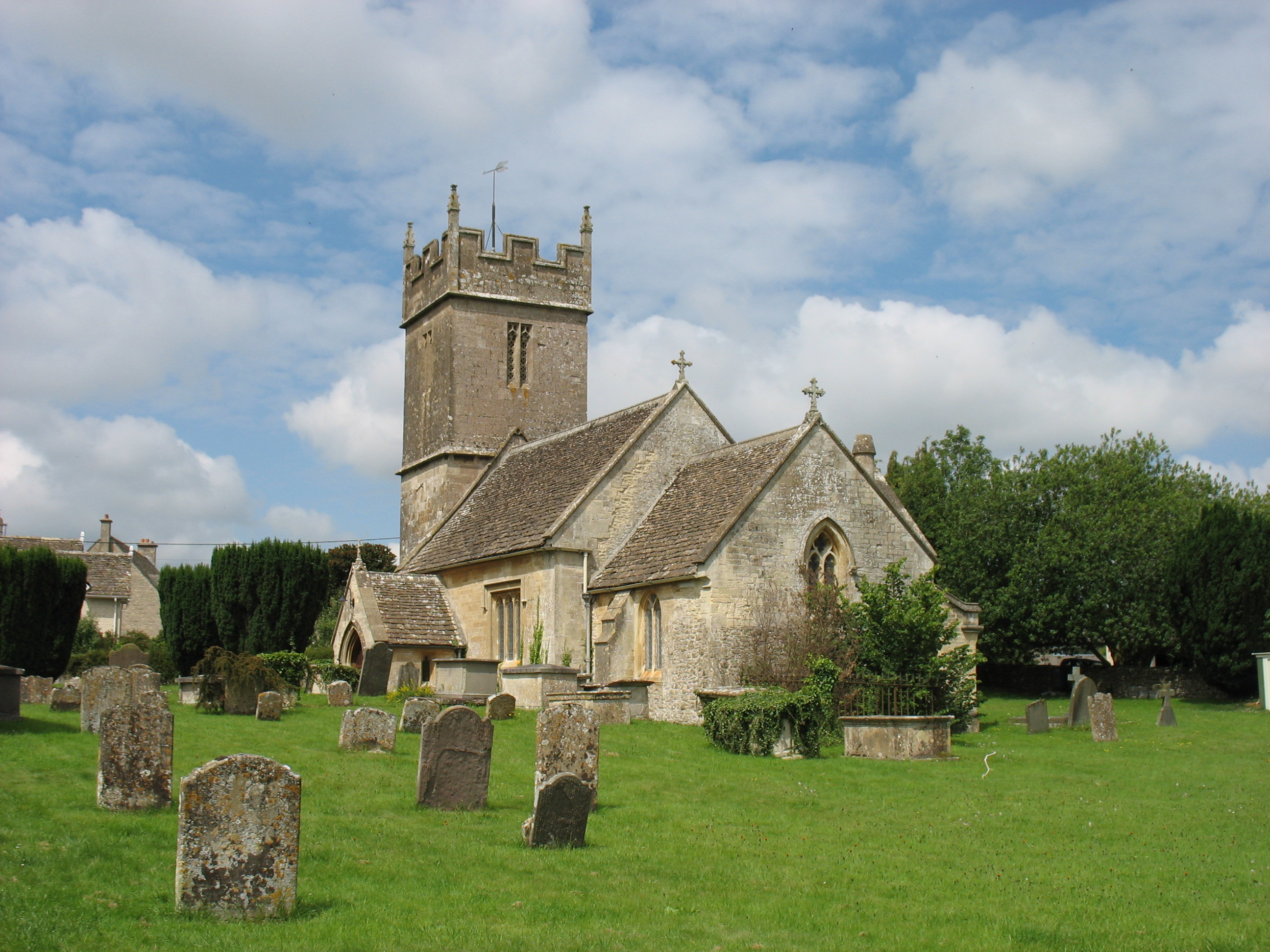
St Mary the Virgin church, Sopworth - geograph.org.uk - 2500105

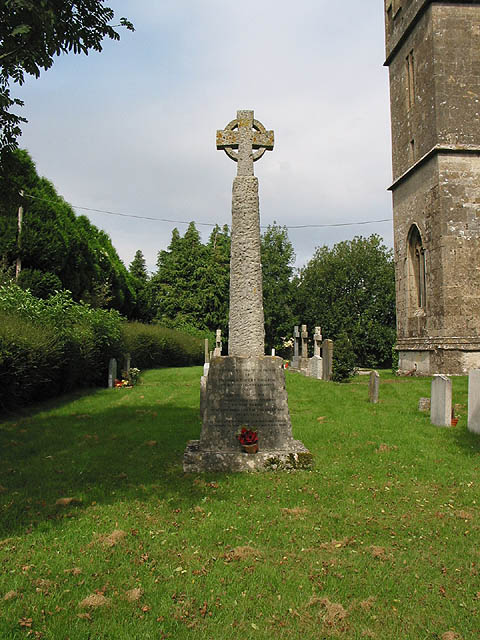
Sopworth War Memorial

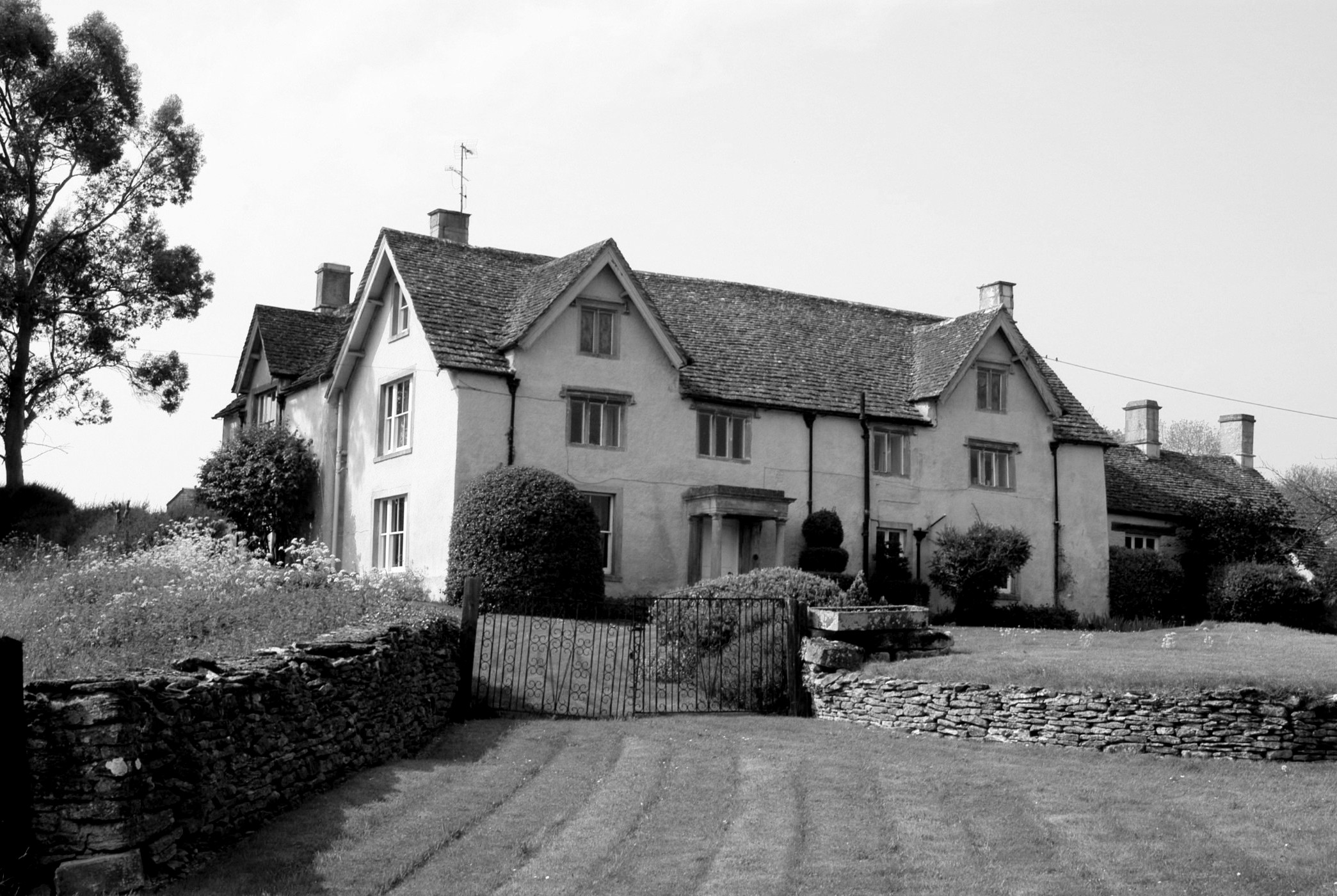
Manor Farm

Il territorio della parrocchia civile di Sopworth si trova nel nord-ovest del Wiltshire al confine della contea con il Gloucestershire all'interno del territorio delle Cotswolds. Il villaggio è circondato da ampie campagne.

## Storia
I primi insediamenti nell'area risalgono al periodo romano e la prima citazione storica di Sopworth è nel Domesday Book del 1086.

## Monumenti e luoghi d'interesse
Nel territorio di Sopworth sono presenti alcuni edifici e luoghi d'interesse:
- Chiesa di Santa Maria Vergine. Si tratta di una chiesa parrocchiale anglicana probabilmente del XIII secolo ampiamente restaurata nel 1871. Il pulpito ha pannelli intagliati giacobini. La vetrata nel muro sud è di William Morris & Co. La figura centrale è su disegno di Burne-Jones, le due figure esterne su disegno dello stesso William Morris. Questa vetrata è stata originariamente progettata per la cattedrale di Bradford e rappresenta Le tre Marie (la Beata Vergine Maria, Maria Maddalena e Maria Cleopa). Il dossale è in marmo italiano e fu donato alla chiesa dalla moglie di un ex rettore dopo il restauro. Si dice che abbia venduto le sue perle per finanziare questo dono. Il frontale dell'altare è di "All Seasons" ed è stato consacrato il 29 ottobre 1978. Il grande lampadario in ottone nella navata è stato donato dal rettore James Hardwicke nel 1805. L'argenteria della comunione è composta da una fiaschetta, un calice e due patene del periodo di Giorgio III e sono state donate anch'esse dal reverendo Hardwicke. L'elenco dei rettori esposto nella chiesa indica che il culto cristiano è stato mantenuto nel villaggio almeno dal 1298. Nella cella campanaria ci sono due campane. L'organo è stato realizzato da Arthur Spencer nel dicembre 1923. Il fonte battesimale è circolare, risalente al XIII secolo circa. La porta sud ha un semplice arco a tutto sesto. Le finestre a nord sono state restaurate nel XIX secolo. Appartiene alla diocesi di Salisbury e dal 2 ottobre 1959 è considerata un monumento classificato di seconda categoria.[5][6]
- Sopworth War Memorial. Si tratta di monumento eretto nel 1920 circa per commemorare gli uomini di Sopworth che persero la vita mentre servivano il loro paese nella prima e nella seconda guerra mondiale, posto accanto alla chiesa. Dal 20 aprile 2015 è considerato un monumento classificato di seconda categoria.[7]
- Sopworth Manor. Fu costruito nel XVI secolo ed è una residenza privata che dal 2 ottobre 1959 è considerata un monumento classificato di seconda categoria.[8]